# Lickershamn
Lickershamn ist eine kleine Gotländische Fischerstelle (schwedisch fiskeläge), die 24,5 km nördlich von Visby und südlich der Bucht Ireviken beim Naturschutzgebiet Björkume an der Nordwestküste der schwedischen Insel Gotland im Kirchspiel Stenkyrka liegt.
Die Sehenswürdigkeiten der Ortschaft sind die Raukar von denen man einige im Kiefernwald beiderseits der Stichstraße stehen sieht, die von der Straße 149 zum Strand abzweigt. Sie sind Beweis für die Tatsache, dass die Küstenlinie früher viel weiter landeinwärts verlief. Mit sieben Meter bis zum Boden und 23 m über dem Meer ist die Jungfrun am Klint, oberhalb der Steilküste, der größte Rauk der Insel. Wanderer können vom Jungfrunklint durch eine Wald- und Heidelandschaft oberhalb der Klippen gehen oder zum Kieselstrand hinabsteigen.

Lickershamn
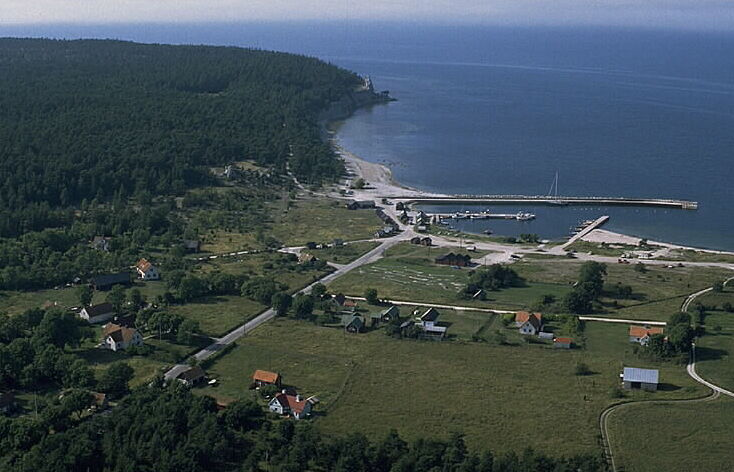
Lickershamn – Jungfrun (Jungfrau) im Hintergrund
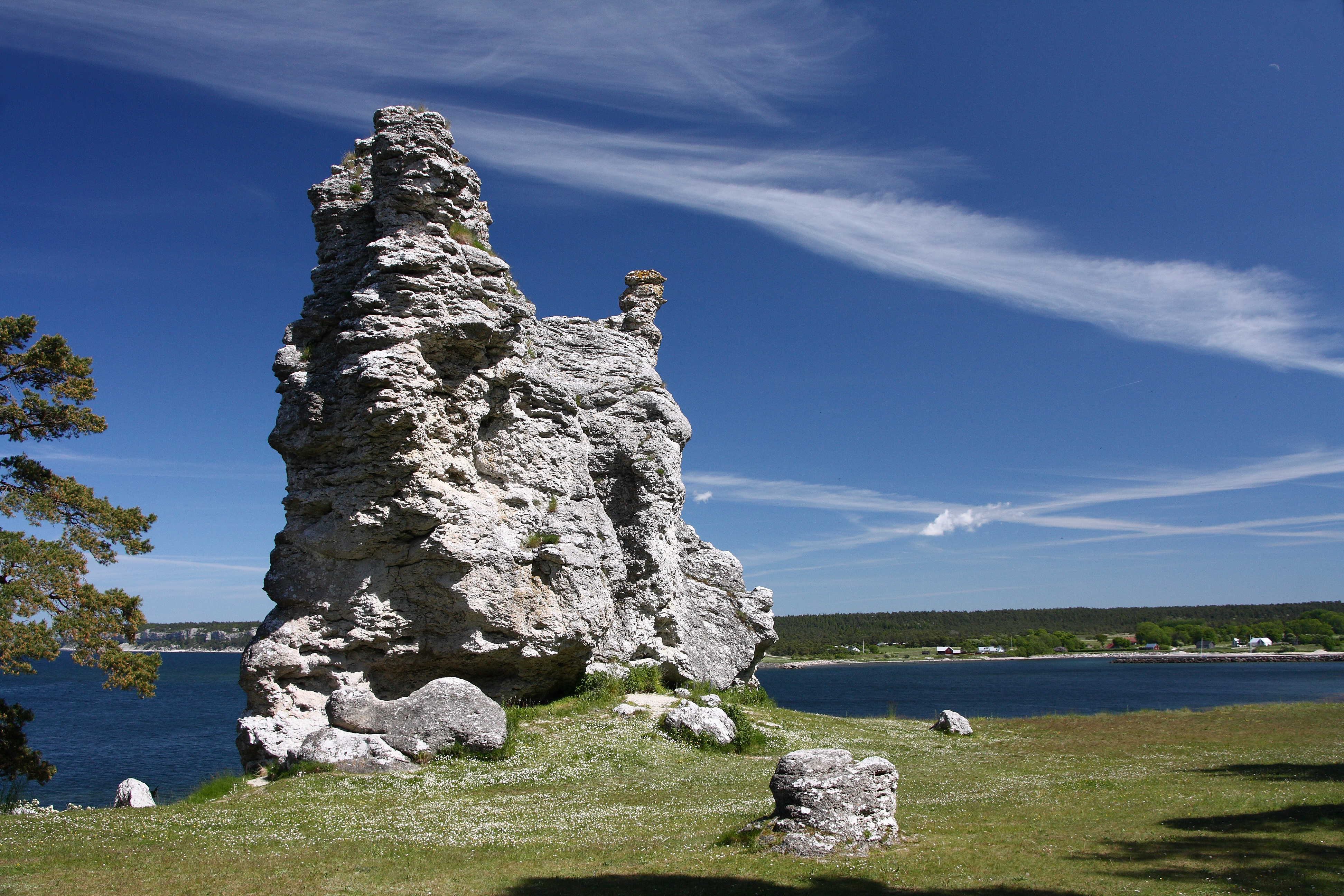
Der Rauk Jungfrun (Jungfrau) am Hafen von Lickershamn
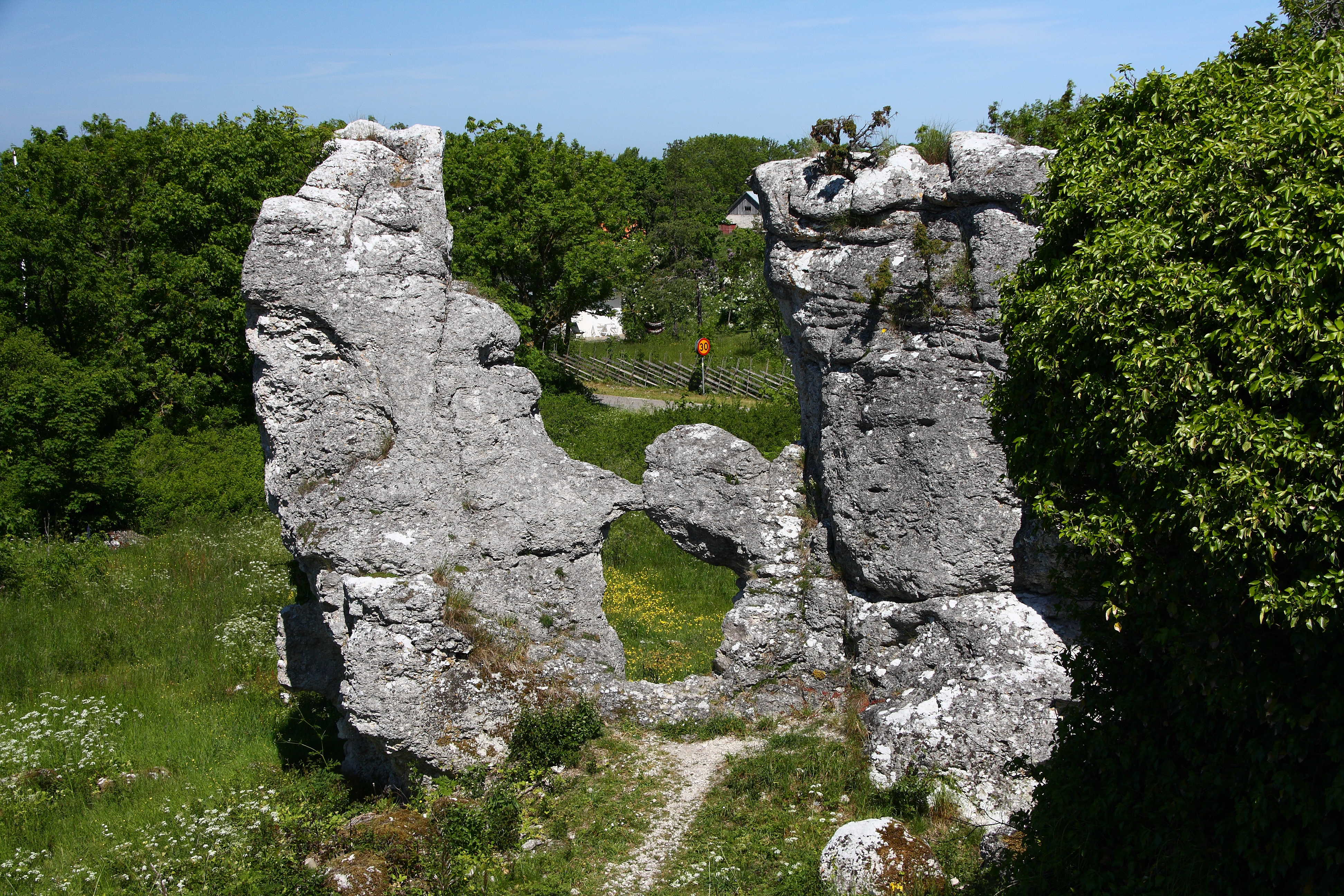
Die Grausne Norra (im Landesinnern)
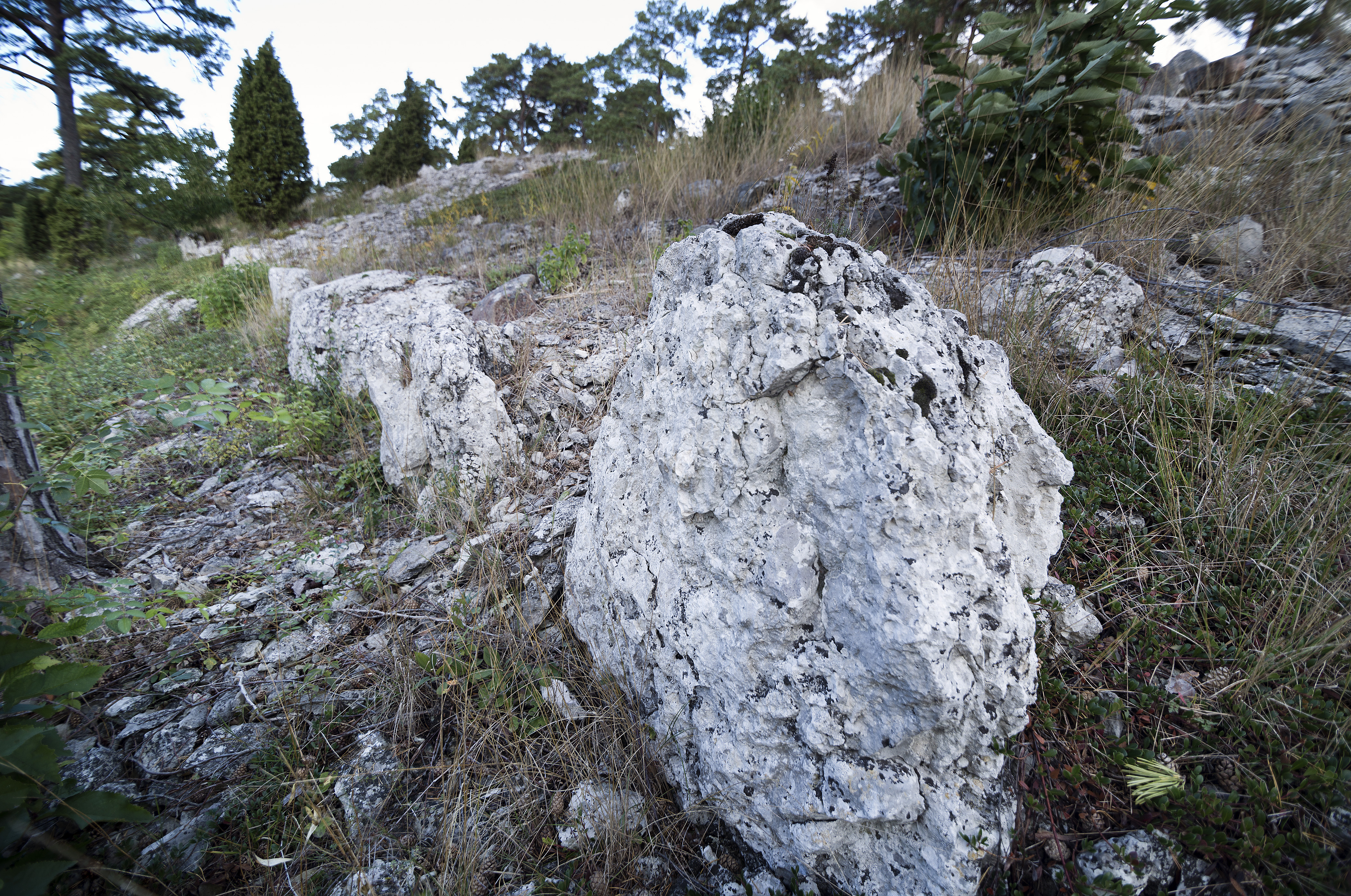
Fornborg von Lickershamn

In Lickershamn lohnt es sich, die Kiesel- und Klappersteine am Strand zu durchforsten. Selten ist die Chance auf Fossilienfunde besser als hier. Zur Ausbeute gehören Trilobiten, Knopfkorallen, Muscheln etc., allesamt Relikte eines 400 Mio. Jahre alten tropischen Meeres.
Im Norden des Ortes gibt es einen Zeltplatz.